# Tom Barlow (labdarúgó, 1995)
Tom Barlow (Saint Louis, 1995. július 8. –) amerikai labdarúgó, a Chicago Fire csatára.

## Pályafutása
Barlow a Missouri állambeli Saint Louis városában született.
2015-ben mutatkozott be a Reading United felnőtt csapatában. 2016-ban a Des Moines Menace-hez, majd 2017-ben a Chicago FC Unitedhez igazolt. 2018-ban a New York Red Bulls tartalékkeretébe került. 2019. május 8-án profi szerződést kötött a klub észak-amerikai első osztályban szereplő első csapatában. Először a 2019. május 9-ei, Montréal ellen 2–1-re elvesztett mérkőzésen lépett pályára. 2019. május 19-én, az Atlanta United ellen hazai pályán 1–0-ra megnyert találkozón Barlow szerezte a győztes gólt.
2023. december 18-án a Chicago Fire szerződtette.

## Statisztikák
2023. május 24. szerint
| Klub               | Szezon   | Osztály  | Bajnokság | Bajnokság | Kupa  | Kupa | Nemzetközi | Nemzetközi | Összesen | Összesen |
| Klub               | Szezon   | Osztály  | Meccs     | Gól       | Meccs | Gól  | Meccs      | Gól        | Meccs    | Gól      |
| ------------------ | -------- | -------- | --------- | --------- | ----- | ---- | ---------- | ---------- | -------- | -------- |
| New York Red Bulls | 2019     | MLS      | 13        | 4         | 1     | 1    | —          | —          | 14       | 5        |
| New York Red Bulls | 2020     | MLS      | 22        | 3         | 0     | 0    | —          | —          | 22       | 3        |
| New York Red Bulls | 2021     | MLS      | 23        | 1         | 0     | 0    | —          | —          | 23       | 1        |
| New York Red Bulls | 2022     | MLS      | 33        | 4         | 5     | 1    | —          | —          | 38       | 5        |
| New York Red Bulls | 2023     | MLS      | 14        | 1         | 2     | 0    | —          | —          | 16       | 1        |
| Összesen           | Összesen | Összesen | 105       | 13        | 8     | 2    | 0          | 0          | 113      | 15       |